# AB Karamell- & chokladfabriken Sonja
AB Karamell- & chokladfabriken Sonja i Uppsala grundades 1921 under firmanamnet Upsala Karamellfabrik.
År 1924 utökades tillverkningen för att även omfatta choklad. Produkterna såldes med varumärket Sonja.
Den tidiga fabriken låg på gården vid Svartbäcksgatan 26 i centrala Uppsala. Möjligen kan man ha hållit till i kvarteret Gerd vid Vaksala torg en tid.
År 1951 lämnade Upsala Margarinfabrik sina lokaler vid Kungsgatan 79 vid Uppsalas södra infart och Sonja flyttade in. Några år in på 1960-talet upphörde Sonjas produktion, men byggnaderna vid Kungsgatan 79 finns kvar med fabriksnamnet bevarat i fasadens norra gavel.  Vasakronan som äger den gamla fabriksbyggnaden avser att riva den i samband med en större omdaning av södra delen av Inre Kungsängen.

### Fotnoter
1. ↑  ”Uppsalas karamell- och konfektyrindustri”. Uppsala industriminnesförening. http://www.uppsalaindustriminnesforening.se/uppsalas-karamell-och-konfektyrindustri/. Läst 28 februari 2015.